# Synagoga Moszka Libermensza w Łodzi
Synagoga Moszka Libermensza w Łodzi – prywatny dom modlitwy znajdujący się w Łodzi przy ulicy Wolborskiej 32.
Synagoga została zbudowana w 1902 roku z inicjatywy Moszka Libermensza. Mogła ona pomieścić 33 osób. Podczas II wojny światowej Niemcy zdewastowali synagogę.